# Cammino dei Briganti
Il Cammino dei Briganti è un sentiero a lunga percorrenza ad anello che si sviluppa tra Abruzzo e Lazio, a cavallo tra le regioni storico-geografiche della Marsica e del Cicolano. Lungo circa 108 chilometri non supera i 1.300 m s.l.m. tranne che nella tappa, opzionale, del lago della Duchessa.

## Storia

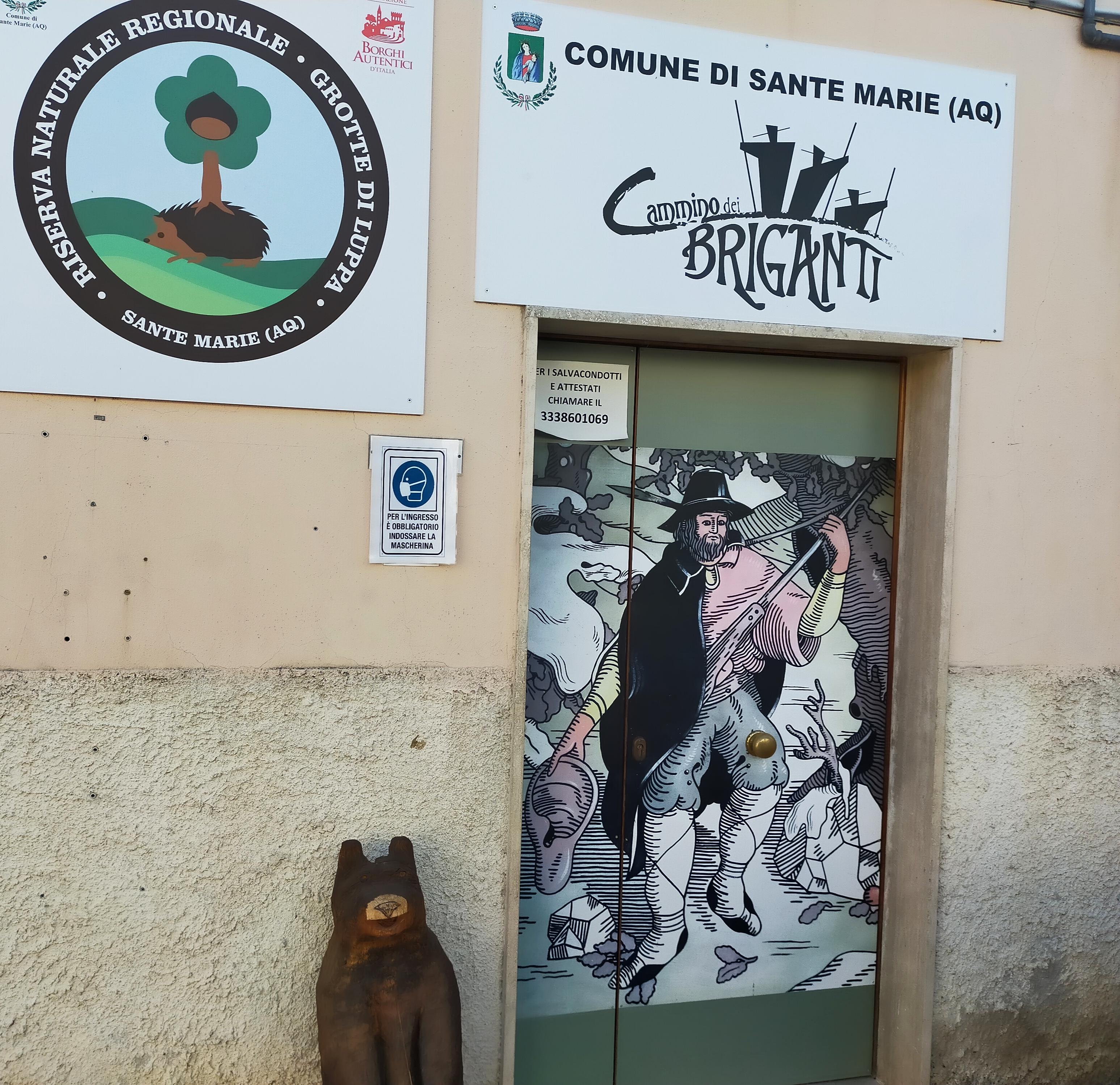
La sede del cammino a Sante Marie

La realizzazione del percorso è iniziata nel 2015 in forma spontanea e soltanto a seguire, con l'arrivo dei primi camminatori, ha trovato l'appoggio delle istituzioni locali e delle attività economiche. Oltre alla definizione e segnalazione del percorso sono stati realizzati una guida cartacea, un sito web ed una cartina dettagliata dei sentieri. L'inaugurazione ufficiale del cammino si è avuta il 21 maggio 2016.

## Descrizione
La partenza del sentiero, percorribile a piedi o in mountain bike, è fissata a Sante Marie, il percorso è indicato da una segnaletica biancorossa. Il cammino è così denominato in quanto le zone attraversate, situate al confine del Regno delle Due Sicilie con lo Stato Pontificio, videro una forte resistenza contro il nuovo dominio piemontese prima e dopo l'Unità d'Italia. In queste zone era attiva la "banda di Cartòre", comandata dal brigante Berardino Viola, ma anche quella degli uomini fedeli a Carmine Crocco e al generale catalano José Borjes. Quest'ultimo fu catturato nel 1861 al casale Mastroddi, tra Sante Marie e la frazione di Castelvecchio in valle di Luppa, per essere portato a Tagliacozzo dove fu giustiziato insieme ai suoi soldati.
Come per tutti gli altri cammini, a partire da quelli religiosi, anche il cammino dei Briganti ha la sua credenziale denominata in questo caso "salvacondotto", su cui raccogliere i timbri che certificano l'avvenuto percorso.

### Tappe
| N° | Partenza               | Località intermedie                             | Arrivo                 | Lunghezza percorso |
| -- | ---------------------- | ----------------------------------------------- | ---------------------- | ------------------ |
| 1  | Sante Marie            | >>>>>>>>>>>>>>>>>>>>>>>                         | Santo Stefano          | 5,6 km             |
| 2  | Santo Stefano          | Valdevarri > Val de Varri                       | Nesce                  | 13,9 km            |
| 3  | Nesce                  | Poggiovalle > Villerose > Spedino               | Cartòre                | 16,6 km            |
| 4  | Cartòre                | >>>>>>>>>>>>>>>>>>>>>>>                         | Lago della Duchessa    | 12,3 km 15,0 km    |
| 5  | Cartòre                | Passo Le Forche Santa Maria in Valle Porclaneta | Rosciolo dei Marsi     | 8 km               |
| 6  | Rosciolo dei Marsi     | Magliano de' Marsi                              | Le Crete (Tagliacozzo) | 14,5 km            |
| 7  | Le Crete (Tagliacozzo) | San Donato Scanzano Tubione                     | Sante Marie            | 21 km              |

## Galleria d'immagini

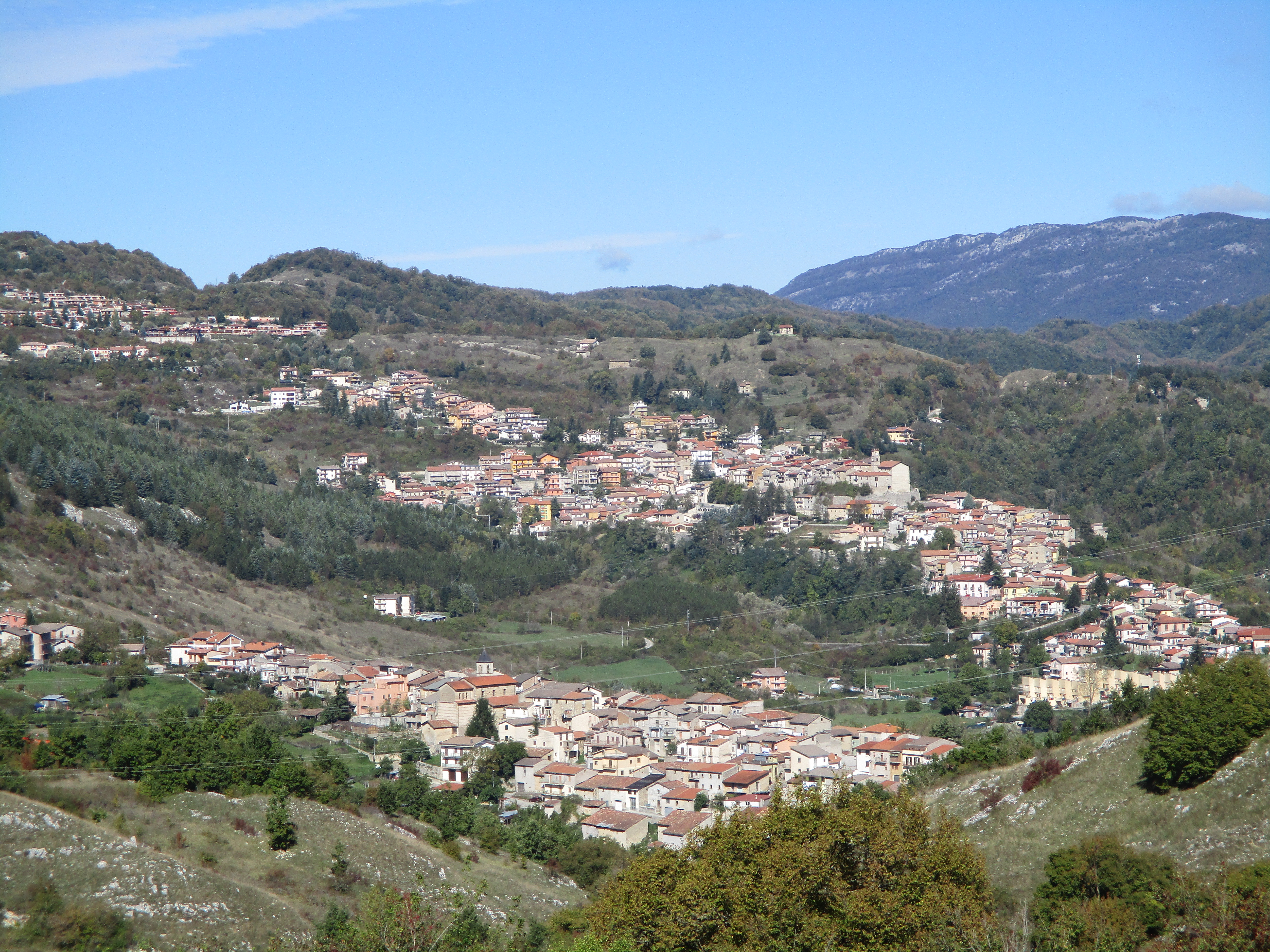
Sante Marie
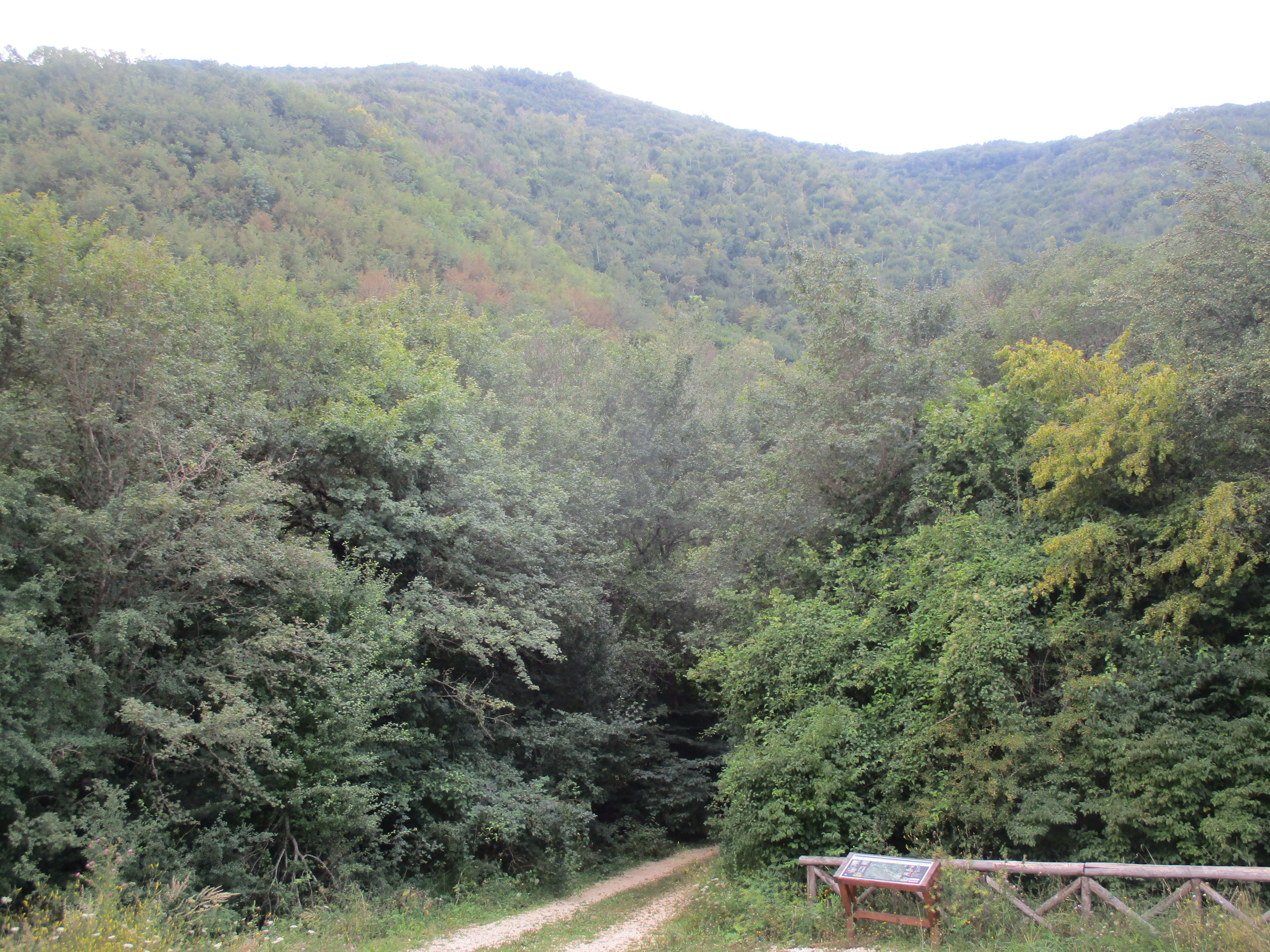
Riserva naturale regionale Grotte di Luppa
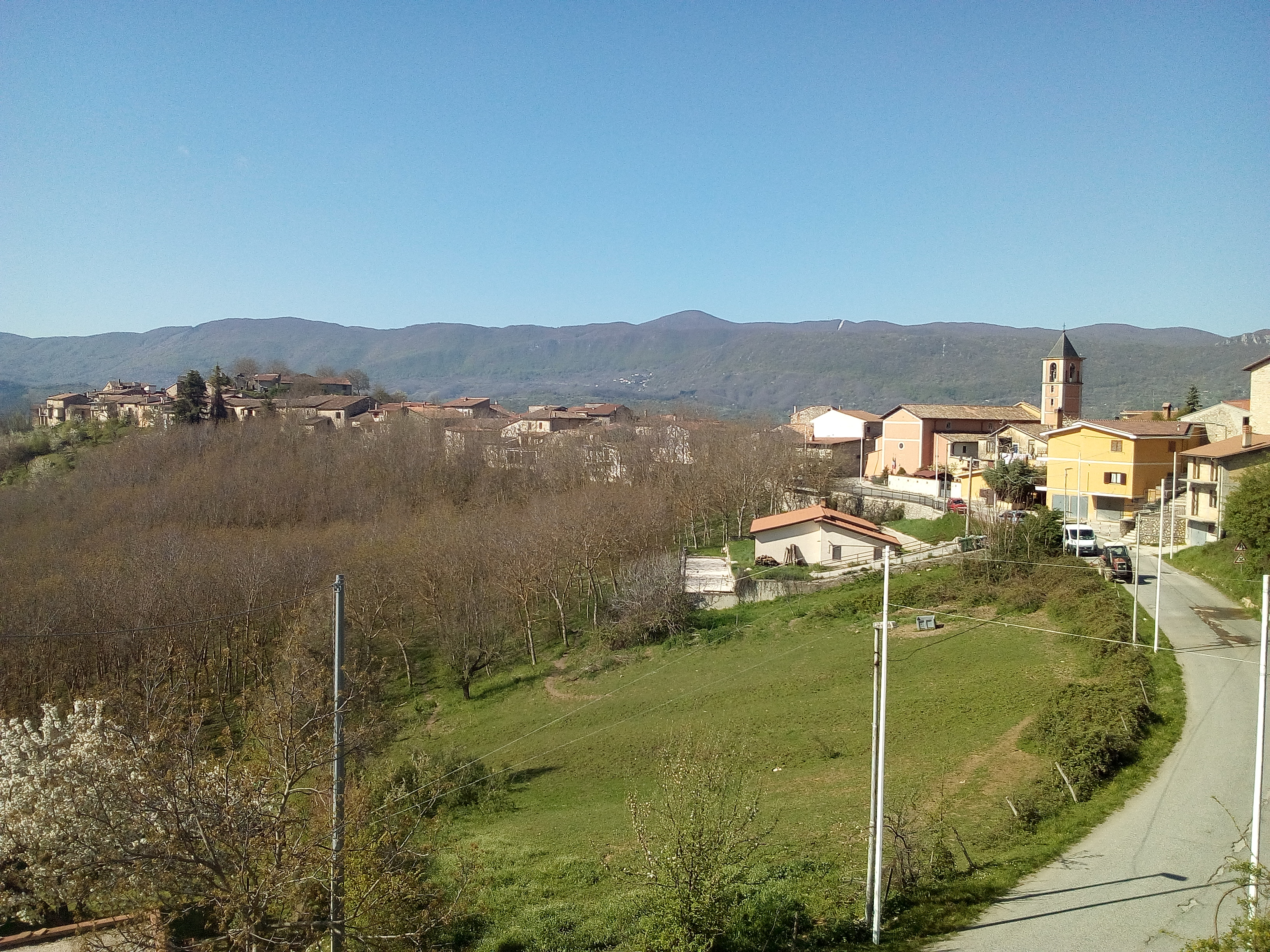
Il borgo di Scanzano
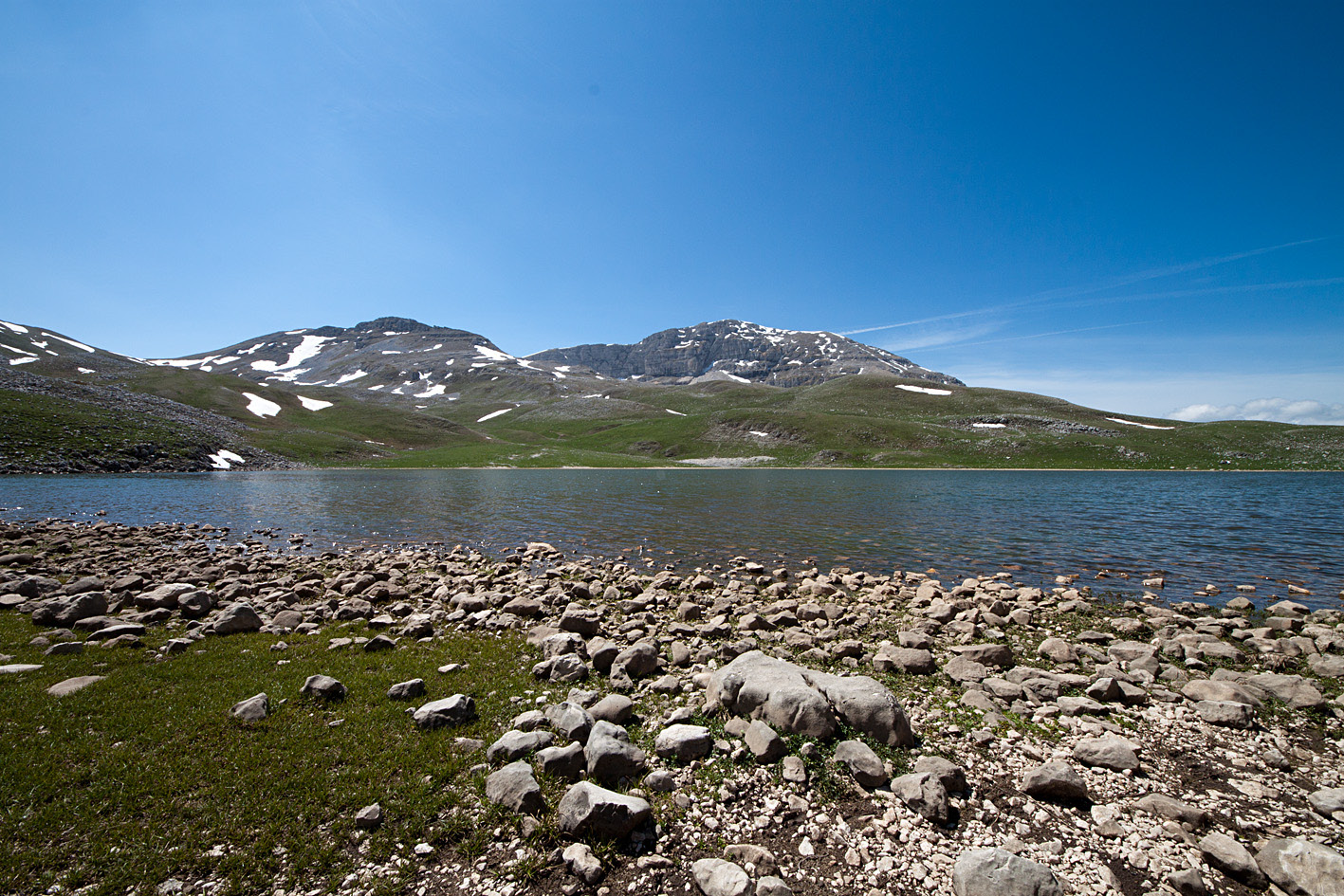
Lago della Duchessa
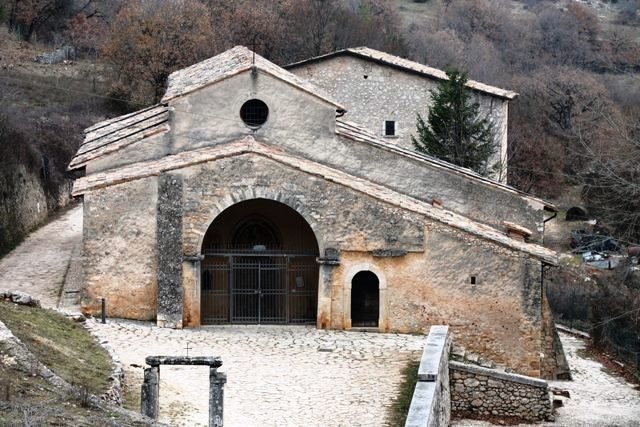
Chiesa di Santa Maria in Valle Porclaneta a Rosciolo
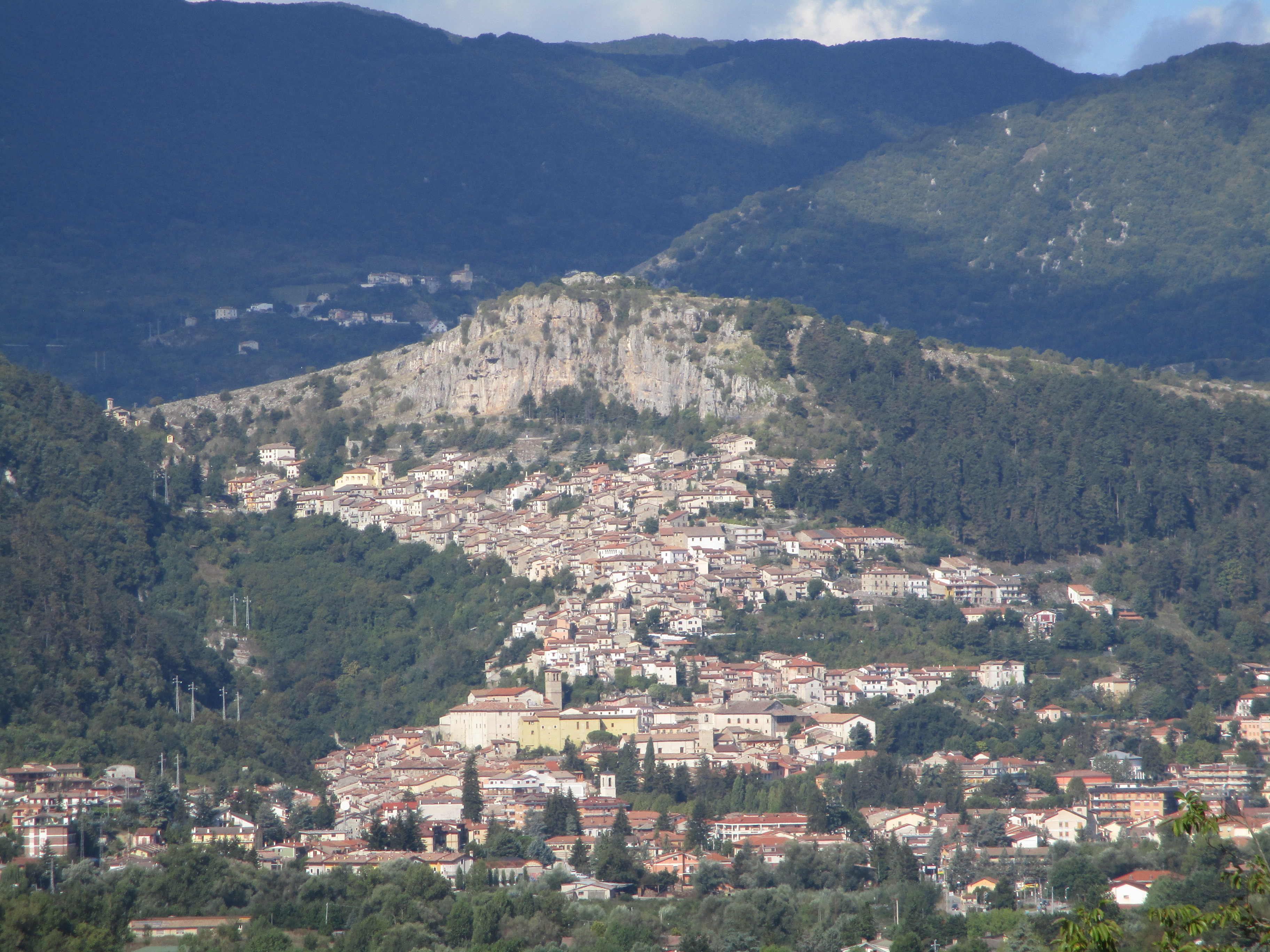
Tagliacozzo